# Une gamine précoce
Pour plus de détails, voir Fiche technique et Distribution.
Une gamine précoce (Stefanie) est un film allemand réalisé par Josef von Báky sorti en 1958.
Il s'agit d'une adaptation du roman Stefanie – oder die liebenswerten Torheiten de Gitta von Cetto.
Le film aura une suite : Stefanie in Rio, réalisé par Curtis Bernhardt sorti en 1960.

## Synopsis
Stefanie et ses deux frères Hannes et Andreas ont grandi comme des orphelins après la mort de leurs parents dans un accident. Alors que Hannes, architecte talentueux, assure la subsistance de son frère et sa sœur, Andreas vit parfois au-delà de ses moyens et utilise fréquemment le fonds commun, pour plaire à la belle Sonja, dont il est tombé amoureux.
Stefanie, 16 ans, tombe amoureuse de Pablo, un playboy coureur de jupons, plus âgé qu'elle, qui est aussi un partenaire d'affaires de Hannes. Pablo ne dédaigne pas les avances de Stefanie, mais il est mal à l'aise et la ramène chez elle. Cela convient à Hannes qui voit mal sa sœur dans les bras d'un homme de l'âge de son père. et un partenaire de commerce.
Mais Stefanie tente de nouveau de conquérir Pablo.

## Fiche technique
- Titre français : Une gamine précoce[1]
- Titre original : Stefanie
- Réalisation : Josef von Báky assisté d'Ottokar Runze
- Scénario : Emil Burri (de), Johannes Mario Simmel
- Musique : Georg Haentzschel
- Direction artistique : Fritz Maurischat, Heinrich Weidemann (de)
- Photographie : Günther Anders
- Son : Heinz Garbowski
- Montage : Carl Otto Bartning
- Production : Heinrich Jonen (de)
- Sociétés de production : UFA
- Société de distribution : UFA
- Pays d'origine :  Allemagne de l'Ouest
- Langue : allemand
- Format : Noir et blanc - 1,37:1 - Mono - 35 mm
- Genre : Comédie romantique
- Durée : 95 minutes
- Dates de sortie :
  - Allemagne de l'Ouest : 23 octobre 1958.
  - Pays-Bas : 30 janvier 1959.
  - Suède : 4 mai 1959.
  - Italie : 18 juin 1959.
  - Japon : 4 juillet 1959.
  - Finlande : 22 janvier 1960.
  - Danemark : 28 novembre 1960.
  - France : 19 mai 1961[1].

## Distribution
- Sabine Sinjen : Stefanie Gonthar
- Rainer Penkert : Hannes Gonthar
- Peter Vogel : Andreas Gonthar
- Carlos Thompson : Pablo Guala
- Mady Rahl : Sonja
- Elisabeth Flickenschildt : Mme Hantke, gouvernante
- Lore Hartling : Blanca, la sœur de Pablo
- Christiane Maybach : Gabriele
- Hilde Volk : Mlle Borsig, une enseignante
- Fritz Eberth : Le "portier-de-deux-mètres"
- Gisela Fackeldey (de) : La vendeuse
- Benno Hoffmann : M. "Gros Ours"
- Anneliese Würtz : Mme Mohrendiek
- Veronika Götz : Emma
- Wolfgang Kühne : Un professeur